# Linard-Malval
Linard-Malval é uma comuna francesa na região administrativa da Nova Aquitânia, no departamento de Creuse. Estende-se por uma área de 16.63 km². Em 2010 a comuna tinha 217 habitantes (densidade: 13 hab./km²).
Foi criada em 1 de janeiro de 2019, a partir da fusão das antigas comunas de Linard (sede da comuna) e Malval.